# Хартл, Джеймс
Джеймс Хартл (англ. James Burkett Hartle; 20 августа 1939, Балтимор, Мэриленд — 17 мая 2023, Швейцария) — американский физик. Член Национальной АН США (1991) и Американского философского общества (2016), эмерит-профессор Калифорнийского университета в Санта-Барбаре и сотрудник Santa Fe Institute.
Лауреат премии Эйнштейна от Американского физического общества (2009) за свою работу в области гравитационной физики.
Окончил Принстонский университет (бакалавр, 1960). Степень доктора философии получил в Калифорнийском технологическом институте в 1964 году — под началом Марри Гелл-Мана, впоследствии нобелевского лауреата. Работал в Институте перспективных исследований, Принстонском и Чикагском университетах.
Основатель и в 1995—1997 годах директор Kavli Institute for Theoretical Physics.
Ныне исследовательский профессор и эмерит-профессор физики Калифорнийского университета в Санта-Барбаре и сотрудник Santa Fe Institute.
Сотрудничал со Стивеном Хокингом.
Член Американской академии искусств и наук (1989). Фелло Американского физического общества.
Являлся стипендиатом Слоуна, старшим научным фелло НАТО и Гуггенхаймовским стипендиатом.
Джеймс Хартл скончался в Швейцарии на 83 году жизни.